# Showcase Cinemas
Showcase Cinemas es una cadena de cines propiedad y operada por National Amusements. Opera más de 950 pantallas interiores, con 32 salas de teatro en Estados Unidos y varios otros teatros en Reino Unido, Brasil y Argentina. En Brasil, Showcase se conoce como "Cines UCI".
Cuenta con complejos en Argentina. Anteriormente contaba también con complejos en Chile. En el 2010, pasaron a ser propiedad de la cadena Cinépolis Chile.
En Argentina, su sucursal más concurrida era la del barrio Belgrano. Aunque tienen el cine con mayor cantidad de butacas en el país, que es el de Haedo. Dicho cine, en las vacaciones de invierno de 1999 logró convocar, en un solo día, más de 25.000 personas, lo que es un récord que ningún cine pudo superar hasta la fecha. Desde la apertura del Alto Rosario, con 14 salas, ese es el complejo con mayor concurrencia.
Showcenter Haedo entró en convocatoria de acreedores, y los supermercados Unimarc, se fueron del país, cediendo su operación a supermercados NORTE. Actualmente todos los supermercados Norte, pasaron a pertenecer a la cadena Carrefour.
Desde el complejo de Norcenter (ex Showcenter Norte y, posteriormente, Center Norte), los complejos de la compañía son los únicos en tener todas las salas con sonido Dolby Digital EX 6.1.
La sala de IMAX, en la Argentina fue la primera y la única de ese tipo en Sudamérica. En septiembre de 2016, se inauguró el segundo, el IMAX del Conocimiento, en la ciudad de Posadas, siendo de gestión pública por parte del Gobierno de la Provincia de Misiones, dentro del Parque del Conocimiento. Una sala única en la región que ofrece una experiencia audiovisual totalmente inmersiva para el espectador. La sala puede albergar a 370 personas en total para proyecciones en 2D y 296 para películas en 3D. La pantalla del IMAX del Conocimiento posee 22 metros de ancho por 16 de alto, con una leve curvatura (similar al frente de un edificio de 6 pisos).
El catálogo de películas a proyectar en IMAX del Conocimiento está constituido tanto por películas y documentales educativos, como por títulos de cine comercial. El objetivo principal es aprovechar al máximo las posibilidades educativas de este espacio y que las escuelas primarias y secundarias de toda la provincia puedan ser parte de esta experiencia interactiva única. Niños y niñas de toda la región vistan regularmente el IMAX de forma gratuita, con contenidos educativos.

## Locaciones

### Estados Unidos
- Connecticut
- Massachusetts
- Ohio
- Nueva Jersey
- Rhode Island
- Nueva York
- Cincinnati, OH (Springdale)
- Dedham, MA  (Legacy Place)
- Fairfax, VA
- Foxboro, MA (Patriot Place)
- Millbury, MA (The Shoppes at Blackstone Valley)
- Milford, CT (Westfield Connecticut Post)
- Randolph, MA
- White Plains, NY (City Center)
- Holtsville, NY (Island)
- Westchester, NY (Ridge Hill Center)
- Louisville, KY

### Argentina
- Haedo
- Córdoba
- Villa Allende
- Munro (con IMAX 3D)
- Belgrano
- Quilmes
- Rosario
- Posadas (Misiones) (con IMAX 3D).

### Rusia
- Moscú

### Reino Unido
- Birmingham
- Bristol
- Bristol (Showcase Cinema DeLux)
- Nantgarw (near Caerphilly and Cardiff)
- Coventry
- Derby
- Derby (Showcase Cinema DeLux)
- Dudley
- Glasgow - Known as Glasgow East as it is actually located in Coatbridge.
- Greenhithe (Bluewater Shopping Centre)
- Leeds (Known as being in Leeds, although it is in fact in Birstall in the neighboring borough of Kirklees.)
- Leicester (Showcase Cinema DeLux)
- Liverpool
- Londres — Newham
- Mánchester
- Middlesbrough (Teesside Leisure Park)
- Nottingham
- Paisley
- Peterborough
- Reading (Actually located in Winnersh, in Wokingham Borough)

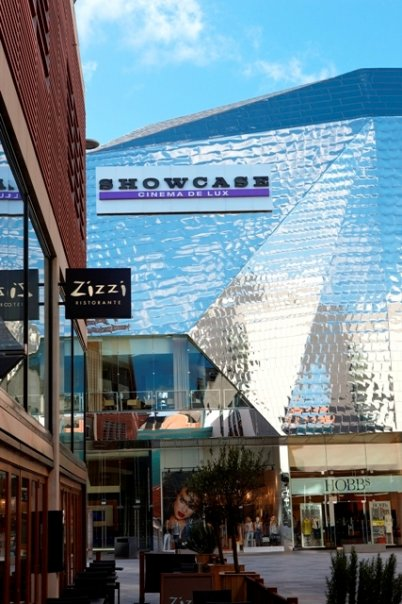
Showcase Cinema de Lux, Highcross Leicester, England.

- Walsall